# Nørreå (Viborg)
Nørreå är ett vattendrag i Danmark.
Ån börjar som frånflöde från Vedsø söder om Viborg och flyter österut genom Viborgs kommun och Randers kommun. Den mynnar ut i Gudenå strax väster om Randers. En del utgör även gräns mellan Randers kommun och Favrskov kommun.
Den dal vattendraget rinner igenom var under stenåldern en fjord. Då var naturområdet Ø Bakker en ö, men ligger nu längs ån.